# 9999 Wiles
A 9999 Wiles (ideiglenes jelöléssel 4196 T-2) a Naprendszer kisbolygóövében található aszteroida. Cornelis Johannes van Houten, Ingrid van Houten-Groeneveld és Tom Gehrels fedezte fel 1973. szeptember 29-én.
Nevét Sir Andrew John Wiles (1953) angol matematikus után kapta.